# Chiesa di San Salvatore (Altamura)
La chiesa di San Salvatore detta anche chiesa di San Salvatore e Liberatore, è una chiesa di Altamura. È addossata sul lato interno di Porta dei Martiri (detta comunemente "la Porticella") nonché del muro di cinta medievale della città, oggi quasi completamente demolito. È situata a ridosso della chiesa della Madonna dei Martiri.
La chiesa fu probabilmente costruita in occasione della peste che infestò la città di Altamura nell'anno 1527. Come ringraziamento per essersi salvati dalla peste, gli altamurani superstiti demolirono una precedente costruzione e costruirono la chiesa di San Liberatore e Salvatore. Alcune informazioni sono fornite anche dall'iscrizione al di sopra dell'architrave della porta di ingresso. Nel sepolcreto sottostante alla chiesa e persino dietro la chiesa (in corrispondenza del lato interno del muro di cinta), furono sepolti i numerosi morti cagionati dalla peste (secondo le fonti furono circa 3000).
Le dimensioni della chiesa sono abbastanza contenute, con una pianta a dado e una lunetta al di sopra dell'entrata. La copertura, invece, ha la forma di una cupola circolare, secondo il cosiddetto stile bizantino. La chiesa fu utilizzata fino al 1751; dopodiché fu sconsacrata e utilizzata come abitazione privata fino agli anni ottanta del XX secolo.
La chiesa è oggi in uno stato di degrado, e all'interno sono presenti alcuni affreschi difficilmente decifrabili.

## L'iscrizione
Sull'architrave della porta di ingresso è leggibile la seguente iscrizione:
(berloco-1989, pag. 186)
Sugli stipiti destro e sinistro sono invece leggibili rispettivamente le due scritte in greco CΗΡ (acronimo di CΩΤΗΡΙΑ, che significa "salvezza") e ΛΕΥΘΑΙΡΟCΙC (forma corrotta di ΕΛΕΥΘΕΡΩCΙC, che significa "liberazione"). Una delle due iscrizioni in greco contiene alcuni errori di trascrizione.